# Cowles
Cowles è un comune degli Stati Uniti d'America, situato nello Stato del Nebraska, nella contea di Webster.